# Weerselo
Weerselo is een dorp, deel van de gemeente Dinkelland, gelegen in de Nederlandse provincie Overijssel. Op 1 januari 2023 telde Weerselo, gelegen in de regio Twente, 3.075 inwoners.
Het is tevens een voormalige gemeente; in 2001 is de gemeente met de gemeenten Denekamp en Ootmarsum gefuseerd tot de gemeente Dinkelland. Het dorpje Het Stift bij Weerselo is een beschermd dorpsgezicht. De zandstenen Stiftskerk is sinds de Reformatie in dienst van de kleine hervormde gemeente gebleven.
Vanaf 2025 wordt Weerselo geannexeerd door de gemeente Oldenzaal.

## Geschiedenis
In 1140 wordt de naam 'Werslo' voor het eerst genoemd als de graaf van Ghore (Goor) en de bisschop van Utrecht de kerk in Weerselo cadeau geven aan een ridder. Van deze ridder, Hugo van Buren, werd verwacht dat hij er een geloofsgemeenschap zou beginnen. Hieruit ontstond later een klooster dan nu bekend staat als het Stift.

## Buurgemeenten
De gemeente Weerselo heeft in het recente verleden gebied moeten afstaan aan de buurgemeenten Oldenzaal en Hengelo:
- Voor de Hengelose wijk Hasseler Es is in 1972 een deel van gemeente Weerselo geannexeerd
- Voor de Oldenzaalse wijk Graven Es is in 2001 een deel van gemeente Weerselo geannexeerd

## Bezienswaardigheden
Weerselo (dorp) is ontstaan vanuit het Stift. Eigenlijk is de naam van Weerselo geen Weerselo maar 't Stift-Weerselo. Dat wil zeggen dat Weerselo een deel van de oude en bestaande kern Het Stift is. Op het Stift staat een protestantse kerk die door veel toeristen wordt bezocht.
Het grotendeels rooms-katholieke Weerselo heeft een andere, eigen parochiekerk toegewijd aan de H. Remigius. Op het naastgelegen kerkhof bevinden zich 2 geïdentificeerde oorlogsgraven en 5 ongeïdentificeerde.
Ten noorden van het dorp, weliswaar in de gemeente Tubbergen en behorend tot het noordelijker gelegen Reutum staat de korenmolen De Vier Winden die ook wel de Weerselose Molen wordt genoemd.

## Geboren in Weerselo
- Hendrik Wilmink (1794-1870), burgemeester en lid van de Provinciale Staten van Overijssel
- Felix von Heijden (1890-1982), voetballer en burgemeester
- Hans Petri (1919-1996), beeldhouwer
- Winand Kotte A.A. (1922-2006), assumptionist, priester
- Gerard Sanderink (1949), ondernemer
- Gerard Veldscholten (1959), wielrenner
- André Paus (1965), voetballer
- Gert-Jan Bruggink (1981), springruiter

## Zie ook

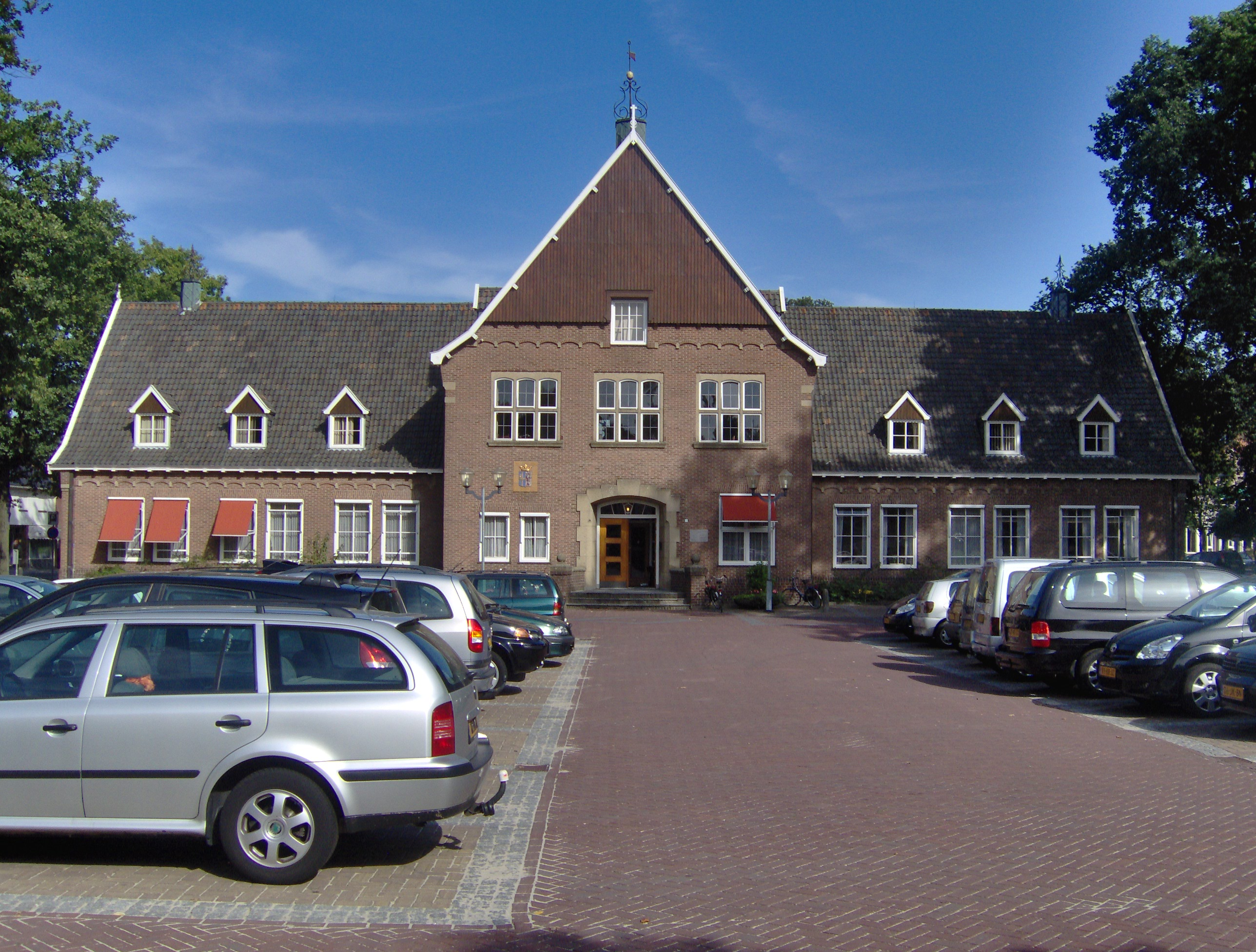
Het voormalige gemeentehuis van Weerselo, in klassieke Twentse bouwstijl

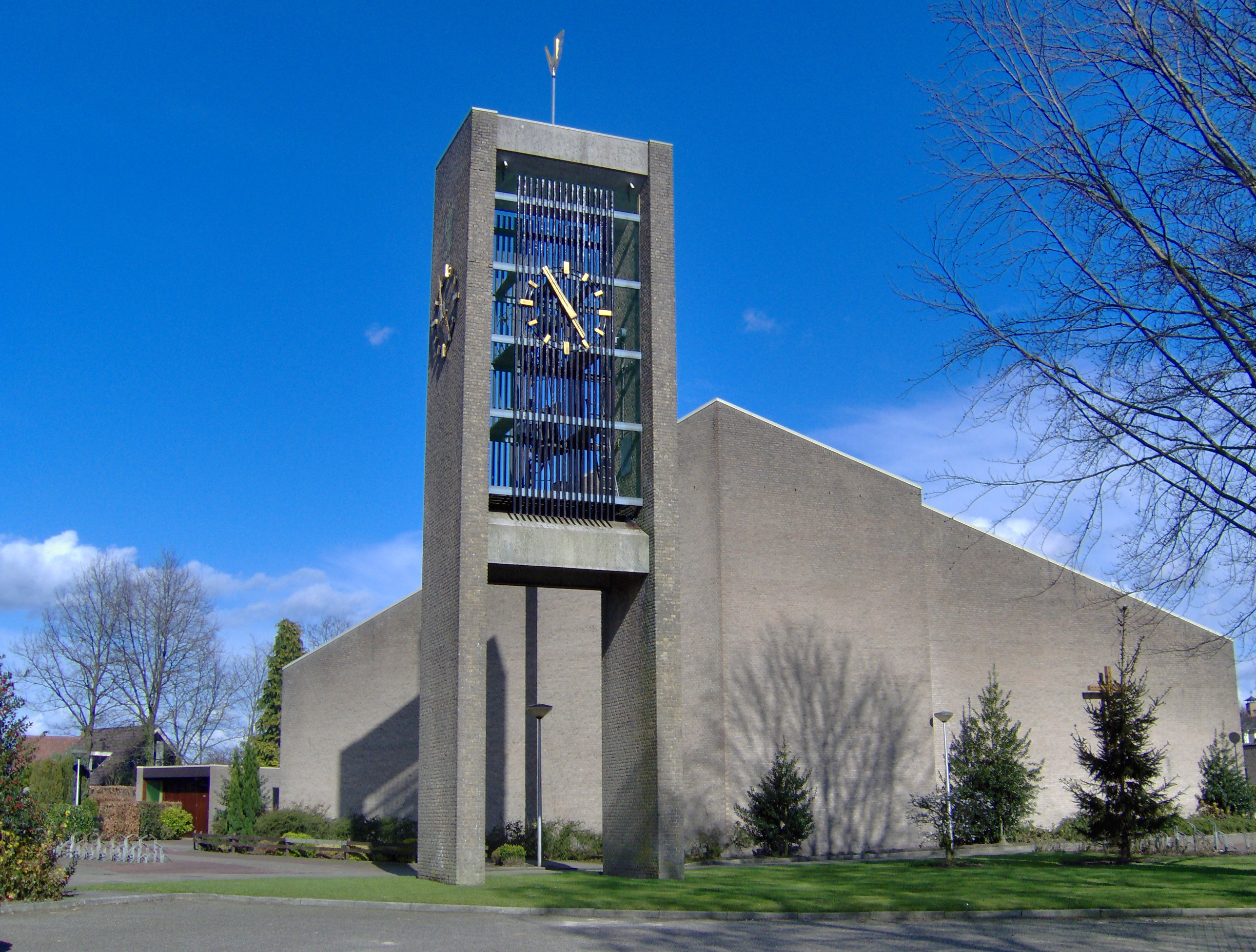
De RK Heilige Remigiuskerk te Weerselo